# U-Bahnhof Krumme Lanke

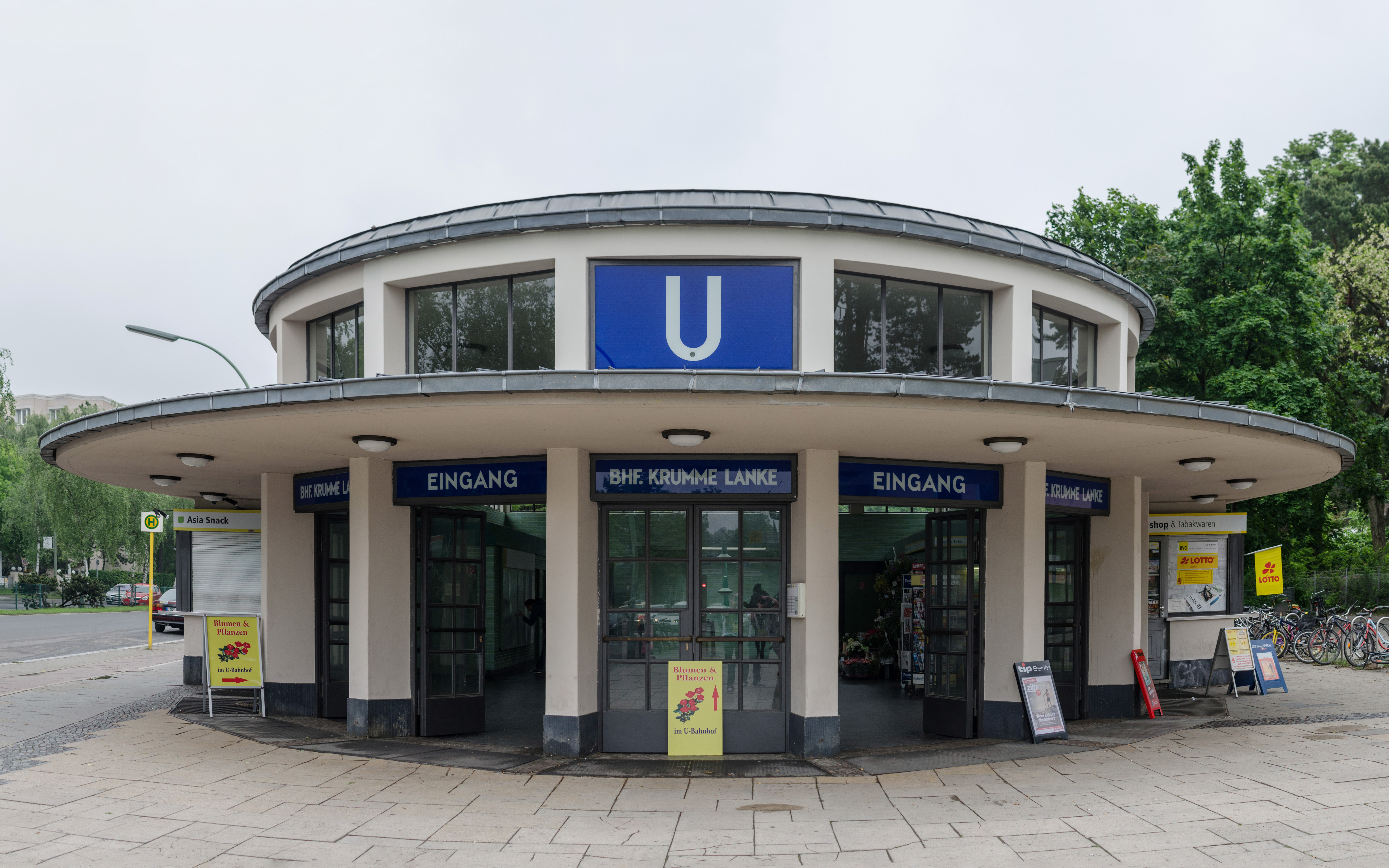
1989 eröffnetes neues Eingangsgebäude

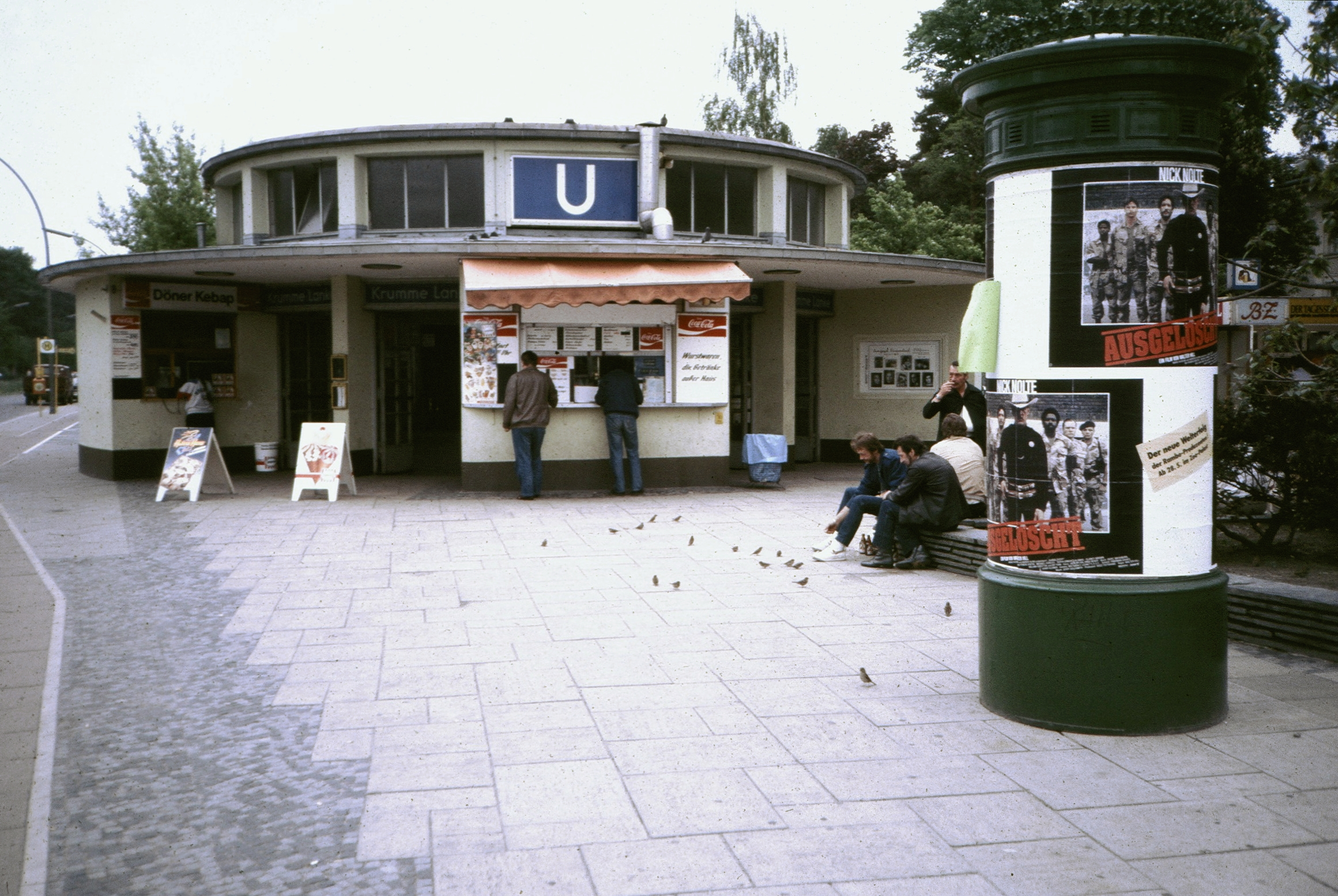
Von Alfred Grenander entworfenes Empfangsgebäude vor dem Abriss (1987)

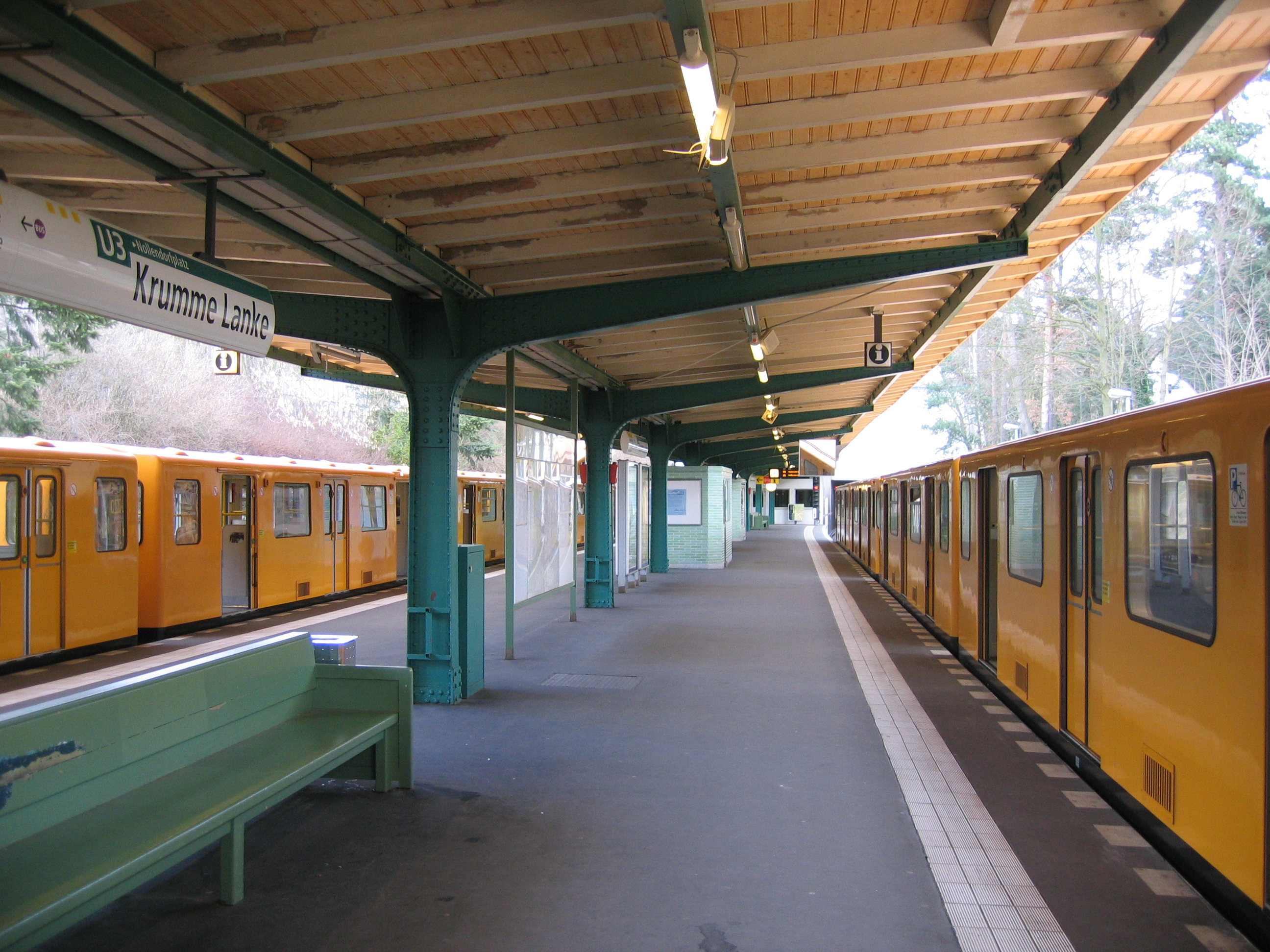
Bahnsteig

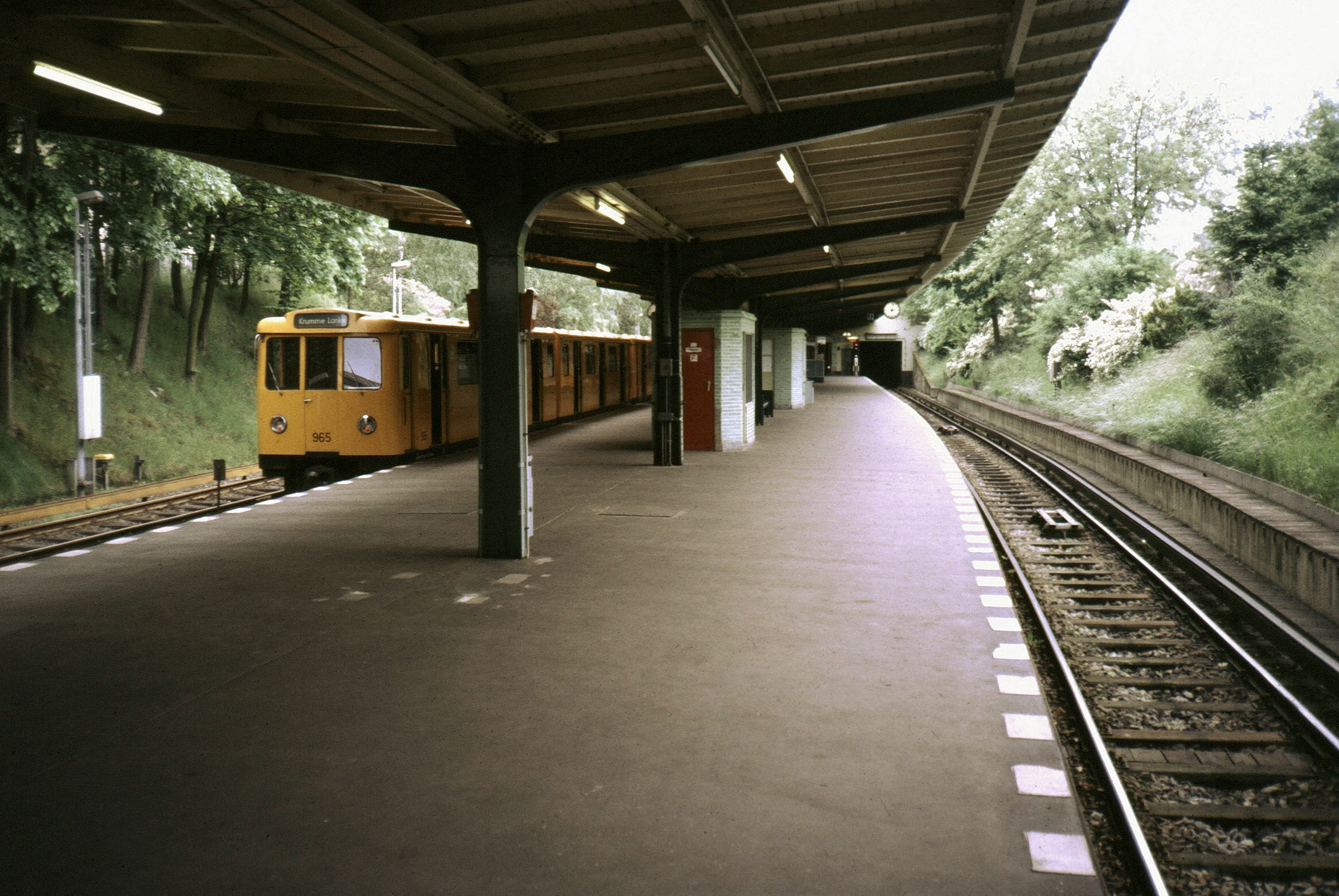
Bahnsteig mit Zug der Baureihe A3 auf Gleis 2, im Hintergrund die Einfahrt von Gleis 1 in die Abstellanlage nach Gleis 11 (1987)

Der U-Bahnhof Krumme Lanke ist ein Endbahnhof der Berliner U-Bahn-Linie U3. Er liegt parallel zwischen der Argentinischen Allee und dem Rauweilersteig im Berliner Ortsteil Zehlendorf des Bezirks Steglitz-Zehlendorf. Seine Bezeichnung im Bahnhofsverzeichnis der BVG ist K, die Entfernung zur benachbarten Station Onkel Toms Hütte beträgt 1069 Meter.
Der U-Bahnhof sollte ursprünglich den Namen Alsenstraße tragen, wurde dann aber nach dem einen Kilometer entfernten See Krumme Lanke benannt. In Betrieb genommen wurde er am 22. Dezember 1929 als Teil der damaligen Linie A und bildete den Endpunkt der Verlängerungsstrecke vom Thielplatz.

## Bauwerk und Lage
Als Einschnittbahnhof liegt er, obwohl nicht im Tunnel, 3,6 m unter dem Straßenniveau. Dieser Höhenunterschied kann seit 1989 barrierefrei mit einem Aufzug überwunden werden. Der Mittelbahnsteig zwischen den Gleisen 1 und 2 ist 8,8 m breit, 110,5 m lang und vollständig überdacht. Parallel zum östlichen Bahnsteiggleis 2 liegt das Abstellgleis 3, das von den Streckengleisen aus nur über eine Sägefahrt erreicht werden kann. Hierbei handelt es sich um ein ehemaliges Ausziehgleis der früheren Betriebswerkstatt Krumme Lanke.
Das Empfangsgebäude wurde 1988 weitgehend abgerissen, jedoch nach Originalplänen unter Leitung von Rupert Stuhlemmer wieder aufgebaut und am 17. Juli 1989 neu eröffnet. Darunter befindet sich die Zufahrt zu einer zweigleisigen Abstellanlage im Tunnel unter der Argentinischen Allee. Deren Abstellgleise (Gleis 11 und 12) sind Fortsetzungen der beiden Streckengleise ohne Weichenverbindung.
Ein trapezförmiger Gleiswechsel und weitere Abstellgleise (Gleise 4 bis 9) liegen am anderen Bahnhofsende. In der Wagenhalle befand sich bis 1968 eine kleine Betriebswerkstatt, hinter der Halle steht ein Gleichrichterwerk.

## Planungen
Eine Verlängerung der Linie U3 nach Süden, in deren Folge die vorhandenen 200 Meter langen Abstellgleise unter der Argentinischen Allee in Streckengleise umgebaut werden müssten, ist seit den 1980er Jahren im Gespräch. Ende April 2025 erfolgte der Baubeginn der Verlängerung bis zum Bahnhof Mexikoplatz.

## Sonstiges
Am 6. Juni 2009 wurde im Rahmen einer Feier der bis dahin namenlose Platz vor dem Bahnhof nach dessen Erbauer Alfred Grenander benannt, der auch generell den frühen Berliner U-Bahn-Bau maßgeblich prägte.

## Anbindung
| Linie | Verlauf |
| ----- | --- |
|       | Warschauer Straße – Schlesisches Tor – Görlitzer Bahnhof – Kottbusser Tor – Prinzenstraße – Hallesches Tor – Möckernbrücke – Gleisdreieck – Kurfürstenstraße – Nollendorfplatz – Wittenbergplatz – Augsburger Straße – Spichernstraße – Hohenzollernplatz – Fehrbelliner Platz – Heidelberger Platz – Rüdesheimer Platz – Breitenbachplatz – Podbielskiallee – Dahlem-Dorf – Freie Universität (Thielplatz) – Oskar-Helene-Heim – Onkel Toms Hütte – Krumme Lanke |

Am U-Bahnhof bestehen Umsteigemöglichkeiten von der Linie U3 zu den Omnibuslinien 118 und X11 der BVG sowie zur Omnibuslinie 622 der Regiobus Potsdam-Mittelmark.

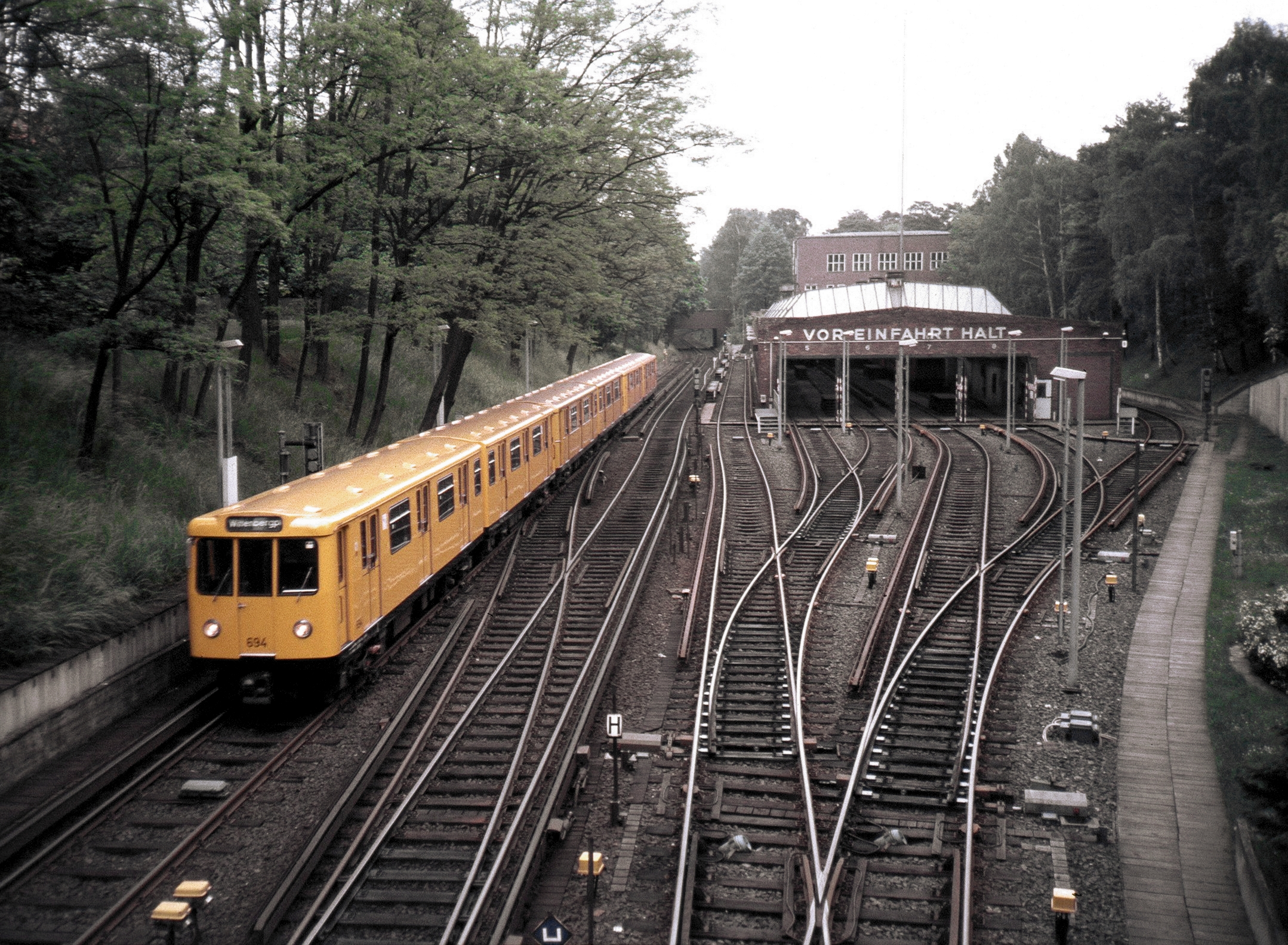
Einfahrender Zug der Baureihe A3L passiert die ehemalige Betriebswerkstatt (dahinter das Gleichrichterwerk) zwischen den Gleisen 4 und 9 (1987)
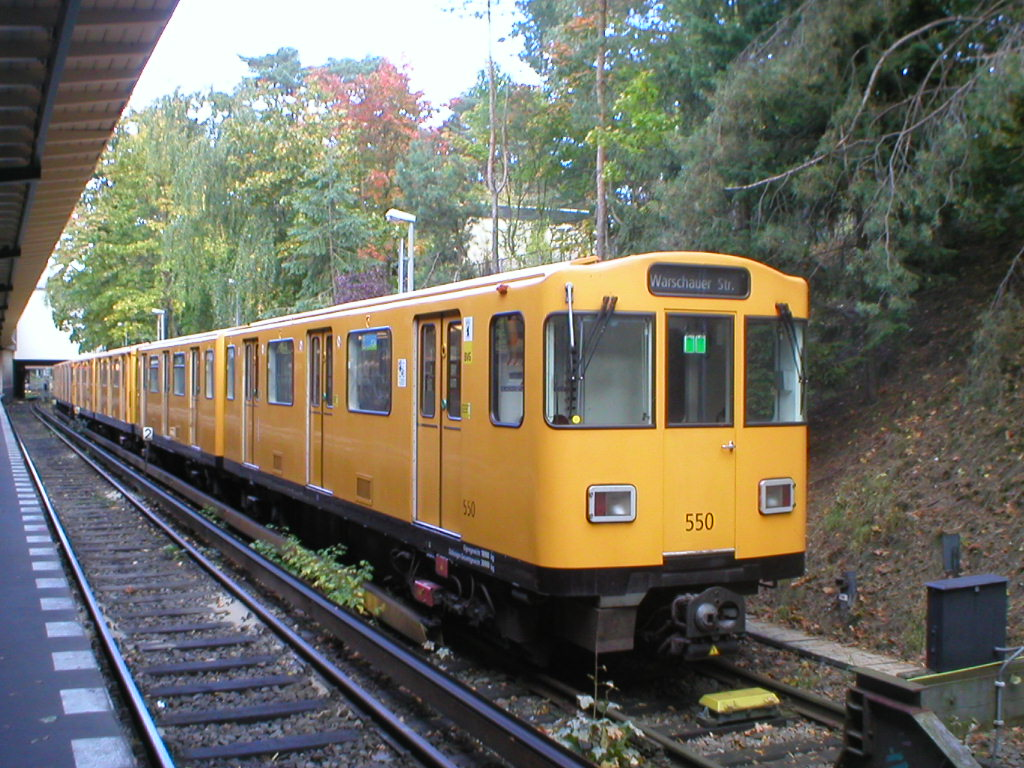
Abstellgleis 3 mit Zug des Typs A3L92 vom Zugang her gesehen
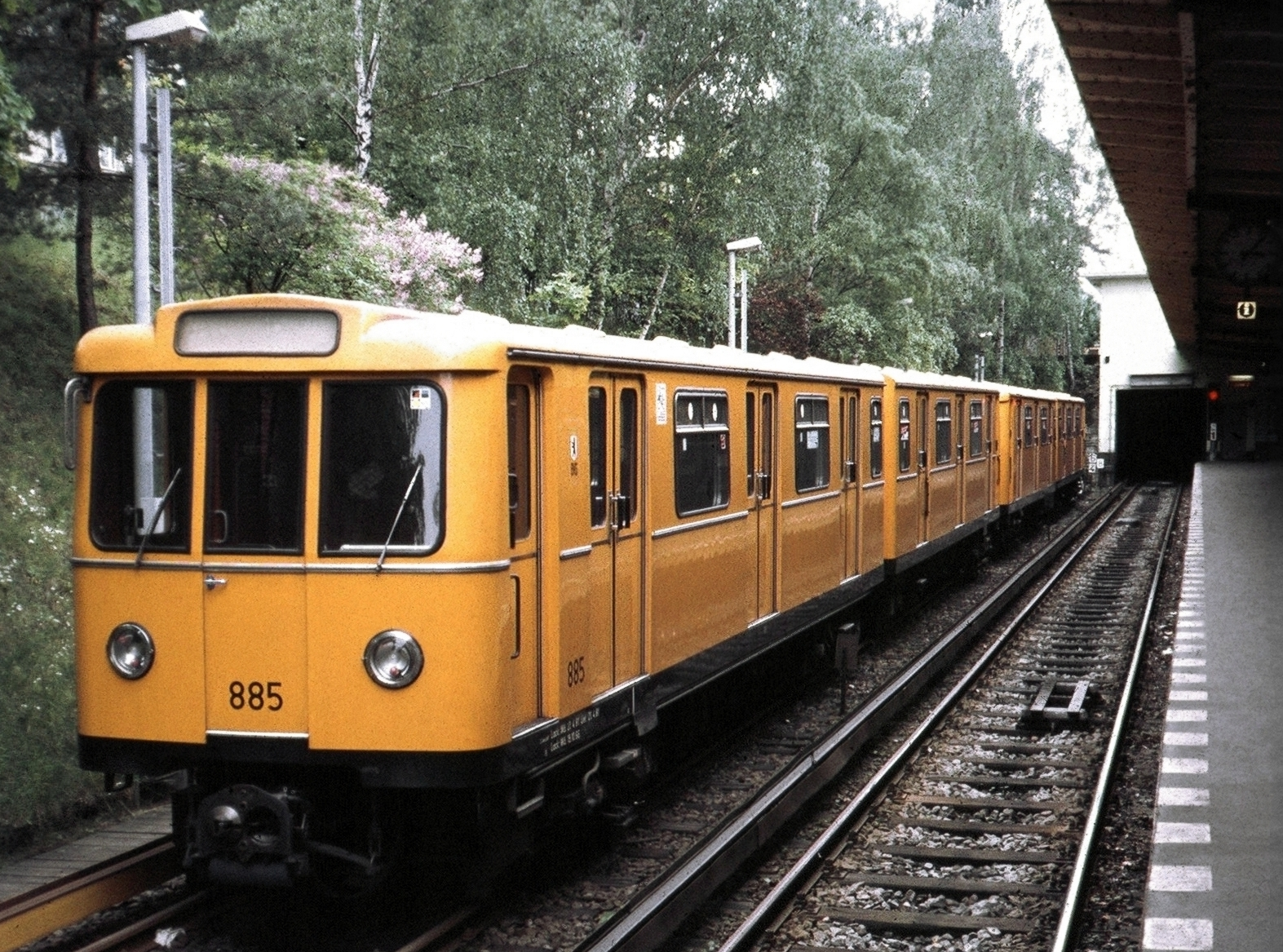
Abstellgleis 3 mit Zug der Baureihe A3L, Gleis 2 führt in die unterirdische Abstellanlage zum Gleis 12